# Rozkaz NKWD Nr 00485

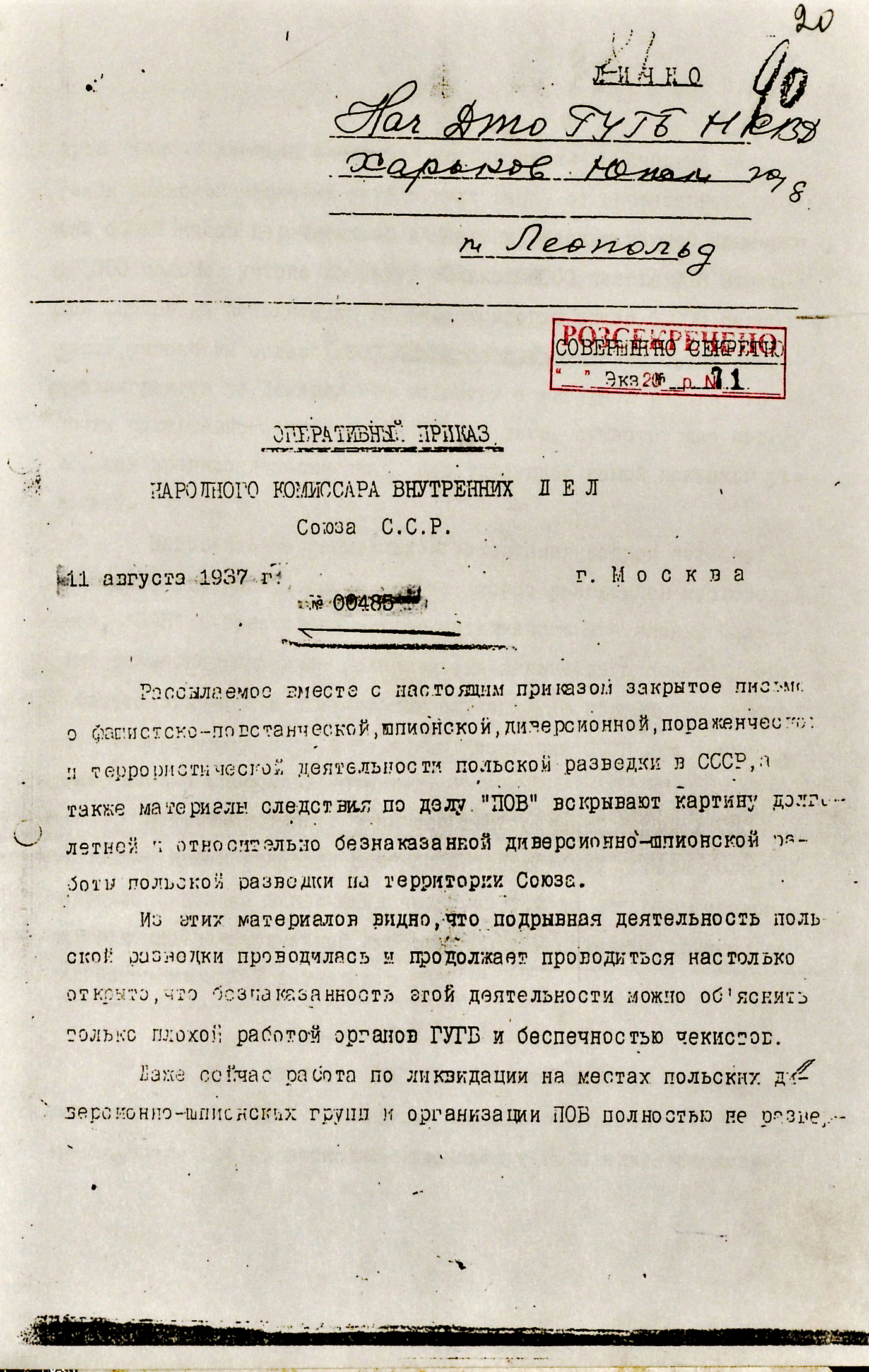
Pierwsza strona kopii rozkazu otrzymanej przez oddział NKWD w Charkowie

Rozkaz NKWD Nr 00485 – rozkaz ludowego komisarza spraw wewnętrznych (NKWD ZSRR) Nikołaja Jeżowa z 11 sierpnia 1937, będący podstawą dla szeroko zakrojonej akcji aresztowań Polaków na terenie ZSRR w latach 1937–1938. Był to wzór dla organizacji późniejszych masowych aresztowań.
Rozkaz Nr 00485 określał jednoznacznie kategorie ludzi, którzy mieli zostać aresztowani. Byli to: 
- wszyscy pozostali przy życiu polscy jeńcy wojenni wojny polsko-bolszewickiej lat 1919–1921,
- wszyscy polscy uchodźcy i imigranci do Związku Radzieckiego,
- wszyscy członkowie polskich partii politycznych, a także wszyscy „działacze antysowieccy” z polskojęzycznych obszarów ZSRR.

W praktyce w kategorii podejrzanych znalazły się wszystkie mieszkające na obszarze ZSRR osoby pochodzenia polskiego, liczne zwłaszcza na przygranicznym obszarze Białoruskiej SRR i Ukraińskiej SRR.
Rozkaz nakazywał jednocześnie funkcjonariuszom NKWD zmuszanie aresztowanych do dostarczania dowodów na samych siebie.